# عز الدين الشريف
عز الدين شريف حسن الشريف ويُكنى أبي زياد (وُلد في عام 1933 في عصيرة الشمالية – تُوفي في 20 مارس 2007 في مستشفى الأردن، عمان) سياسي وعسكري فلسطيني. وأحد أعضاء حركة فتح وعضو مجلسها الثوري، ورئيس رابطة جرحى فلسطين. كان أول محافظٍ لمحافظة طولكرم، حيث شغل المنصب بين عامي 1995 و 2006.

## حياته
وُلد عز الدين الشريف في بلدة عصيرة الشمالية إلى الشمال من مدينة نابلس إبان فترة الانتداب البريطاني على فلسطين. تلقى تعليمه المدرسي بين عصيرة الشمالية ونابلس.
بدأ العمل ضابطًا في الجيش الأردني عام 1953 وخدم في معسكر حوارة، وطولكرم، والقدس، وشعفاط والزرقاء. بعد حرب 1967، انتقل إلى الأردن وشارك في معركة الكرامة عام 1968.
انضم إلى حركة فتح في عام 1970، والتحق بصفوف الثورة الفلسطينية حيث عمل في قوات اليرموك، ثم انتقل للعمل في جهاز الأرض المحتلة. صار الشريف عضوًا في المجلس الثوري الفلسطيني بعد انتخابات المؤتمر الرابع الذي عُقد في دمشق عام 1980. تعرض للاغتيال في مايو 1983، وأُصيب إصابة بالغة بعدما وقع انشقاق في حركة فتح.
تولى مهام رئيس لجنة التنظيم والاتصال والتجنيد للداخل لقوات الشرطة والأمن الوطني الفلسطيني في عام 1993. وفي 21 نوفمبر 1995 عُين محافظًا لمحافظة طولكرم واستمر حتى صدر مرسوم رئاسي يقضي بترقيته إلى رتبة لواء وإحالته للتقاعد في 1 أبريل 2006.

## وفاته
تُوفي الشريف في مستشفى الأردن بالعاصمة الأردنية عمان حيث كان يُعالج من مرض الربو.